# Weill Cornell Medicine
Weill Cornell Medicine è l'unità di ricerca biomedica e la scuola medica della Cornell University, un'università privata delle Ivy League. L'università di medicina si trova al 1300 York Avenue, nell'Upper East Side di Manhattan a New York, insieme alla Weill Cornell Graduate School of Medical Sciences.
È una delle scuole di medicina più selettive negli Stati Uniti (basata sull'analisi del U.S. News & World Report), Cornell immatricola circa 100 studenti per classe. Nel 2015 sono state inserite 6 183 persone e 800 sono state intervistate per soli 106 seggi. Il punteggio medio di laurea GPA e MCAT per i candidati di successo erano rispettivamente di 3,84 e 36. Il college prende il nome dal benefattore e dall'ex presidente di Citigroup, Sanford Weill.

## Storia
La scuola fu fondata il 14 aprile 1898, con un investimento del colonnello Oliver Hazard Payne. È stata fondata a New York perché Ithaca, dove si trova il campus principale, è stato ritenuto troppo piccolo per offrire adeguate opportunità di formazione clinica. James Ewing fu il primo professore di patologia clinica nella scuola e per un po' di tempo fu l'unico professore a tempo pieno.
Un ramo della scuola operava nella Stimson Hall nel campus principale. Il corso biennale di Itaca si è svolto parallelamente ai primi due anni della scuola di New York. È stata chiusa nel 1938 a causa del calo delle iscrizioni.

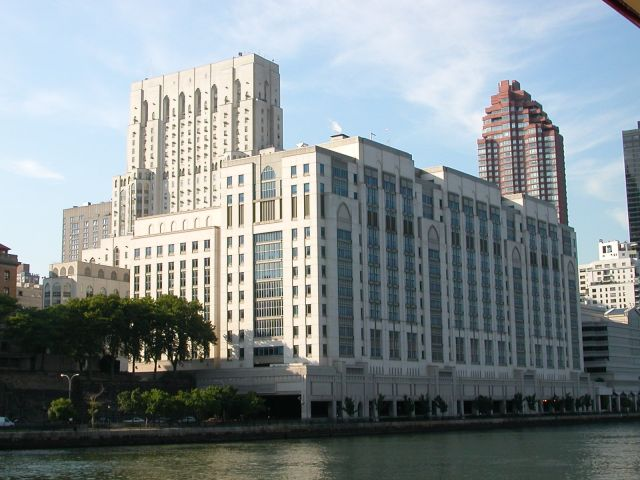
New York–Presbyterian / Weill Cornell

Nel 1927, la donazione di 27 milioni di dollari di William Payne Whitney portò alla costruzione del Payne Whitney Psychiatric Clinic, che divenne il nome del grande sforzo psichiatrico della Cornell. Nello stesso anno, il college divenne affiliato con il New York Hospital e le due istituzioni si trasferirono nel loro campus attuale nel 1932. La scuola di formazione per infermieri dell'ospedale divenne affiliata all'università nel 1942, operando come la Cornell Nursing School fino alla sua chiusura nel 1979.
Nel 1998, l'ospedale affiliato della Cornell University Medical College, il New York Hospital, si è fuso con il Presbyterian Hospital (l'ospedale affiliato alla Columbia University College of Physicians and Surgeons). L'istituzione combinata opera oggi come New York-Presbyterian Hospital. Nonostante l'alleanza clinica, le facoltà e le funzioni didattiche delle unità di Cornell e Columbia rimangono distinte e indipendenti. Le borse di studio e i programmi clinici si sono fusi, tuttavia le istituzioni stanno continuando nei loro sforzi per riunire i reparti, che potrebbero migliorare gli sforzi accademici, ridurre i costi e aumentare il riconoscimento pubblico. Tutti gli ospedali del NewYork–Presbyterian Healthcare System sono affiliati con uno dei due college.
Sempre nel 1998, la facoltà di medicina è stata ribattezzata Weill Medical College of Cornell University dopo aver ricevuto una cospicua donazione da Sanford I. Weill, allora presidente di Citigroup. Nel 2015, si è ribattezzata semplicemente Weill Cornell Medicine per riflettere un'espansione dell'attenzione oltre la scuola medica.

## Profilo
Mentre tutte le scuole di medicina sono simili tra loro, Weill Cornell è diversa per alcuni aspetti importanti. Le connessioni amministrative di Weill Cornell sono complesse. Il suo ospedale universitario primario è il New York-Presbyterian Hospital, che ha due centri medici: New York-Presbyterian Hospital / Weill Cornell Medical Center e New York-Presbyterian Hospital / Columbia University Medical Center.

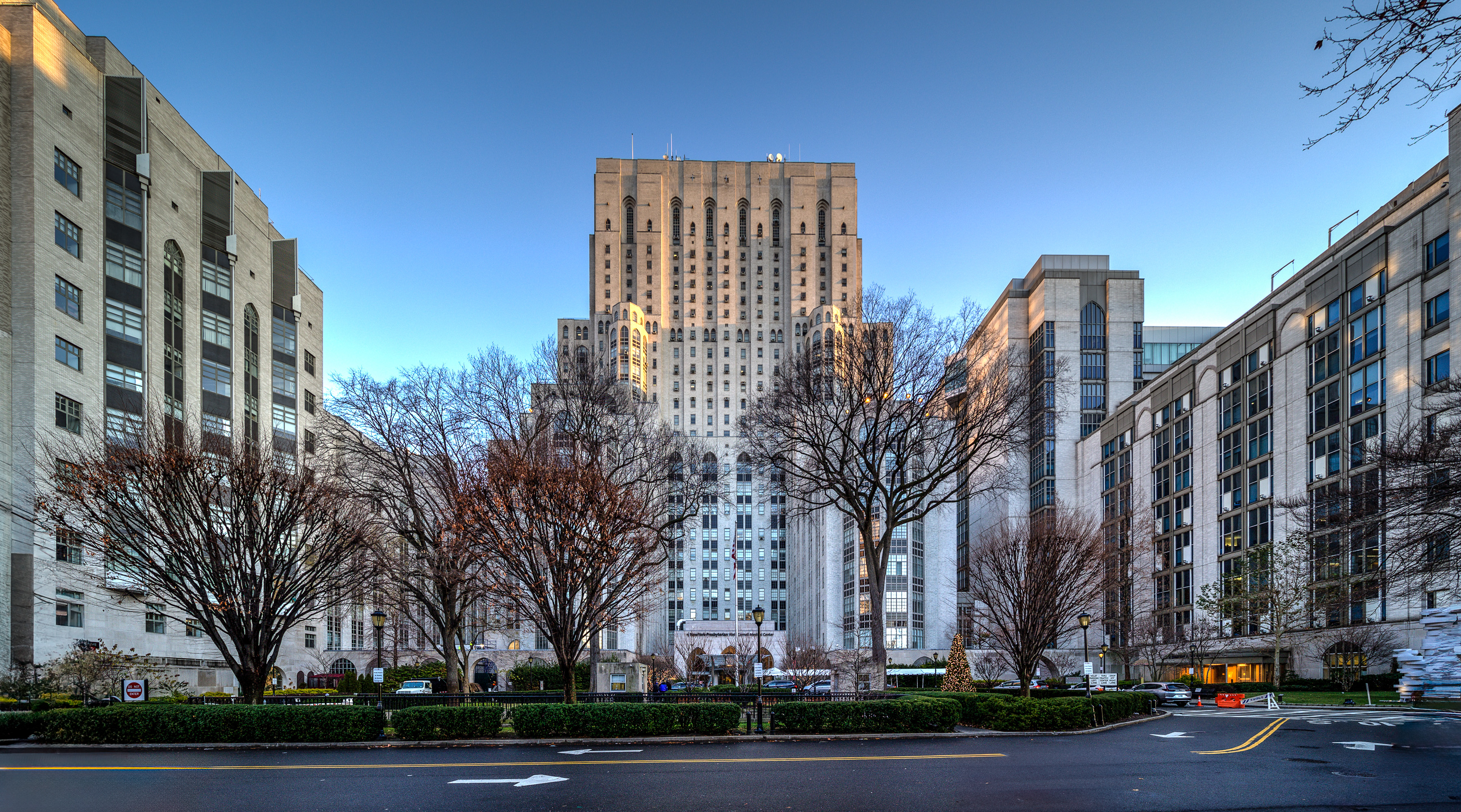
New York Presbyterian-Weill Medical Center

Oltre alle sue affiliazioni con il New York-Presbyterian Hospital, il Memorial Sloan-Kettering Cancer Center, lo Sloan-Kettering Institute e la Rockefeller University, Weill Cornell è il centro accademico per l'Hospital for Special Surgery, che si trova dall'altra parte della strada, e il Houston Methodist Hospital, che si trova a Houston, un ospedale che era stato fino al 2004 l'ospedale primario d'insegnamento privato per del Baylor College of Medicine. Altre affiliazioni includono il Lincoln Hospital (Bronx, New York), New York Hospital Queens, New York Methodist Hospital, New York Downtown Hospital e il New York-Presbyterian / Westchester Division.
Weill Cornell ha anche aperto la prima scuola medica americana al di fuori dei confini degli Stati Uniti. Il Weill Cornell Medical College in Qatar ha aperto le sue scuole nel 2004. Le sue strutture si trovano a Education City, nel Qatar vicino a Doha. Il campus del Qatar offre un programma di educazione medica integrato della durata di sei anni incentrato principalmente sull'assistenza ai pazienti. Il campus di Doha ha suscitato critiche a causa della specifica interpretazione del Qatar della Shari'a e della mancanza dei diritti del primo emendamento che sono così importanti nelle università degli Stati Uniti. Cornell ha anche ricevuto critiche per questo campus a causa del sostegno del Qatar a gruppi terroristici internazionali come Hamas e ISIS. Weill Cornell è stata anche attivamente coinvolta nello sviluppo del Weill Bugando Medical College di Mwanza, in Tanzania.
New York-Presbyterian Hospital è membro della Planetree Alliance, un'associazione no-profit di istituzioni sanitarie istituita per promuovere le pratiche per rendere i pazienti meno intimiditi e più a loro agio con le cure sanitarie che ricevono.
Weill Cornell ha aiutato l'Intelligent Medical Objects a sviluppare un vocabolario per la fatturazione medica e la terminologia SNOMED. Nel 2012, la scuola è stata anche inserita nella serie di documentari medici della ABC intitolati NY Med.

## Biblioteca
La biblioteca del Weill Cornell Medical College si trova al 1300 York Ave a Manhattan. La biblioteca include gli archivi WCMC. Gli archivi ospitano gli archivi istituzionali e gli archivi di immagini, le cartelle cliniche riservate dei pazienti, cpsì come documenti personali e manoscritti di figure importanti all'interno della storia istituzionale.
Il Myna Mahon Patient Resource Center fornisce anche materiale informativo sulla salute ai pazienti, alle loro famiglie e alle badanti.